# Soul (edificio)
Soul es una torre residencial de 243 m (797 pies) de altura situado en la esquina de Cavill Avenue y The Esplanade en Surfers Paradise, Gold Coast, Queensland, Australia. Ha superado a Circle on Cavill como el segundo edificio más alto de Gold Coast, detrás de Q1 y su construcción fue terminada a principios de 2012 junto con la siguiente fase del proyecto de renovación de Gold Coast. El edificio fue aprobado por el Consejo Municipal de Gold Coast en octubre de 2004.
Fue promovido por Juniper, y construida por Grocon con un coste de A$850 millones.

## Historia
La parcela estaba ocupada previamente por Raptis Plaza. A principios de abril de 2010, la construcción del núcleo había alcanzado la planta 40. En julio de 2010 la torre había alcanzado 138 m (453 pies), la mitad de la altura total de la estructura. El 14 de marzo de 2011, los trabajadores abandonaron el lugar en protesta por el despido de 11 alicatadores australianos mientras se permitía quedarse a trabajadores coreanos. Los dueños de los apartamentos de la planta 39 e inferiores podrán trasladarse a sus propiedades antes de la finalización del edificio. Algunas tiendas habían abierto en la sección comercial a mediados de 2010.

### Diseño
La torre fue diseñada por la compañía arquitectónica local DBI Design PL. El diseño incluye 288 apartamentos en 77 plantas y 5.700 m² de espacio comercial. Un precio por metro cuadrado medio de A$ 16.490, hizo a Soul los apartamentos más caros de Gold Coast en el momento.

## Apartamentos
El ático de Soul, que se extiende cuatro plantas, es el apartamento de mayor venta de Australia con A$ 16,75 millones. Debajo del ático hay tres sub-áticos que ocupan cada uno una planta entera. Las ventas se mantuvieron fuertes entre 2006 y 2008, sin embargo la crisis financiera global recortó las compras.
Compradores chinos fueron blanco específico después de que se registraran fuertes compras de turistas chinos a principios de 2010. En general, la mayoría de las compras se hicieron por personas residentes en la región de South East Queensland. A principios de 2009 las ventas de apartamentos de Soul habían descendido con solo unas 100 unidades todavía a la venta. En julio de 2010, tres cuartos de los apartamentos habían sido vendidos.